# Zvezd
Zvezd (cyr. Звезд) – wieś w Serbii, w okręgu maczwańskim, w gminie Vladimirci. W 2011 roku liczyła 817 mieszkańców.